# Allocasuarina muelleriana
Allocasuarina muelleriana,  es una especie de árbol perteneciente a la familia de las casuarináceas.

## Descripción
Es un arbusto que pueden alcanzar un tamaño hasta los 4 metros de altura, pero la mayoría de las veces son mucho más pequeños, tal vez de un metro y medio, dependiendo de las condiciones de crecimiento. Las flores masculinas aparecen en los extremos de las ramitas. Las hojas son como dientes alrededor de los tallos, y dividen los tallos en segmentos. Las flores femeninas son también rojas y muy pequeñas.

## Taxonomía
Allocasuarina muelleriana fue descrita por (Miq.) L.A.S.Johnson y publicado en Journal of the Adelaide Botanic Gardens 6(1): 77. 1982.
Etimología
muelleriana: epíteto otorgado en honor del botánico Ferdinand von Mueller.
Sinonimia
- Casuarina muelleriana Miq. basónimo
- Casuarina suberosa var. muelleri Miq.
- Casuarina suberosa var. muelleriana (Miq.) Miq.[3][4]